# 德赖基兴
德赖基兴是德国莱茵兰-普法尔茨州的一个市镇。总面积3.70平方公里，总人口1015人，其中男性498人，女性517人（2011年12月31日），人口密度274人/平方公里。